# Secretum (Monaldi & Sorti)
Secretum je zgodovinski roman in drugi del serije sedmerih knjig, ki jih skupno pišeta zakonca Rita Monaldi in Francesco Sorti. Tudi v tem primeru kot pri Imprimaturju - gre za politični roman v obliki zgodovinske pripovedi. Glavni lik je spet prepredeni Melani.

## Okoliščine ob nastajanju in izidu
“Secretum” je druga knjiga iz vrste sedmerih knjig zakoncev Monaldi & Sorti. Medtem ko je prva -  “Imprimatur”, izšla v Italiji 2002, je bila druga 2004 tiskana na Nizozemskem. Imprimatur je bil preveden tudi v slovenščino. 
Monaldi in Sorti sta več ko deset let preučevala arhivske vire, da bi napisala Imprimatur, ki je bil preveden po karatkem času na 26 jezikov; med temi ni bila samo angleščina, francoščina ali izvirna italijanščina, ampak tudi nizozemščina, korejščina, hrvaščina, srbščina   in mnogi drugi bolj ali manj znani jeziki – a v skupni nakladi prek dva milijona izvodov, ki so jih prodajali po 60 deželah. Večino izdaj so kupci kar razgrabili in so bile kmalu razprodane. 

### Slovenski prevodi
Imprimatur je bil preveden tudi v slovenščino pri založbi Učila International v Tržiču, prevedel Miro Bajt (ki je prevedel tudi »Secretum« in »Veritas«.
Imprimaturju je torej sledil nič manj napeti Secretum (2010) in Veritas (2011) - isti prevajalec in ista založba. 

### Uspešnice med seboj kar tekmujejo
Napeta zgodba o Melanijevih spletkah je od 2002 presegla glede neposredne prodaje celo takratno vodilno uspešnico Da Vincijevo šifro. 
Najprej sta zakonca nameravala spisati le štiri romane - torej četveroknižje - ali celo le tri romane - triknjižje.
Očitno je nju sama presenetilo velikansko zanimanje in navdušenje bralcev nad temi zgodovinsko-vzgojno domišljijskimi romani - kot jih sama imenujeta - , pa sta njihovo število razširila na sedmeroknižje med seboj povezanih napetih dogajanj, kar je tudi v svetovnem  romanopisju prava redkost ali celo unicum, kot je ime enega od romanov v tem nizu. Temu je treba dodati še nekaj drugih večknjižij.

### Težave od začetka
Že v svoji prvi izdaji je Imprimatur zasedel četrto mesto med najbolj prodajanimi knjigami italijanskega dnevnika Corriere Della Sera. 
Kmalu pa se je zataknilo – knjige so zginjale s polic, ponatis se je zavlekel - pravita zakonca Monaldi & Sorti. Onadva sumita in pravita v pogovorih, da so tega krive listine, ki sta jih našla v Vatikanskem arhivu in Državnem arhivu v Rimu. Le-te naj bi ogrožale  ugled papeža Inocenca XI., katerega je papež Janez Pavel II. menda ravno v tistem času nameraval »posvetiti (tj. prišteti k svetnikom), pa je Vatikan v objavi knjige videl nagajanje in sabotažo, čeprav je bila napisana že veliko prej«, meni Francesco Sorti na predstavitvi hrvaškega prevoda knjige »Secretum« 2008. Vatikanski urad je to kratko in odločno zanikal, češ da Inocenčeva posvetitev nima nobene zveze s pisanjem dvojice. 
Ne gre zanemarjati dejstva, da je takrat vladala v Italiji Berlusconijeva Forza Italia nekako v narodnjaškem duhu s populističnimi gesli kot: »Naprej in najprej Italija, o njej samo dobro in le tisto, kar vzbuja ponos...« V evforično ozračje spada najbrž tudi takrat nastali film Srce. Knjiga "Imprimatur" pa je bila pisana v drugačnem duhu - na temelju zgodovinskih listin. 
»Secretum« je pravzaprav pisan v kritičnem duhu - celo do nekaterih od zgodovinarjev sprejetih stališč. Zgodovinarji očitajo pisateljskemu paru, da sta nekatere nejasne ali dvomne dogodke in nekatere podmene v svojih knjigah prikazala kot nepobitna dejstva.  Seveda domišljijskemu romanu tega ni zameriti. 
Najhujše napade sta doživljala ne od cerkvene strani, ampak od italijanske levice - česar ne moreta še danes razumeti. Iz teh in drugih razlogov je po njunem mnenju v Italiji njun prvenec slabo naletel. Iz takega sovražnega ozračja - kot sama trdita - sta se zakonca morala umakniti s prvo izdajo druge knjige v deželo - kjer je bila pa lepo sprejeta - na Nizozemsko. Tam pa je menda kritika papežev celo dobrodošla.

## Vsebina
Zgodbo sta ob drugi izdaji Secretuma pri založbi Baldini & Castoldi 2015 - ko so se razmere obrnile njima v prid - v Italiji predstavila sama zakonca Monaldi & Sorti. 
Dogajanje poteka v Rimu leta 1700, ko se ulice tro svetoletnih romarjev; kardinal Spada tedaj praznuje nečakovo poroko v svoji vili. Med gosti je tudi Melani, slavni pevec in opat – obenem pa skrivni svetovalec in vohun Sončnega kralja, ki tam ni naključno. Tajni sporazum, s katerim bi Sončni kralj postavil svojega naslednika za vladarja Španije in zavaroval koristi Burbonov in Vatikana je ogrožen z vrsto nepričakovanih dogodkov. Opat Melani in njegov mladi pomoćnik ponovno stopata na pozornico kot v romanu Imprimatur; odkrivata prividno stvarnost za pajčolanom olikane ljubeznivosti v nevarnem iskanju nekega nenavadnega predmeta. 
Karel Španski je namreč umiral brez otrok, ne da bi zapustil dediče. Po splošnem mnenju zgodovinarjev je za dediča po papeževem nasvetu izbral Francijo. Zgodba pa pokaže čudne okoliščine te »svobodne« odločitve. V istem času umira tudi papež Inocenc XII., ki zaradi hude bolezni ne more nič več vplivati na dogajanje. Kardinali že prihajajo pričakujoč njegovo smrt in pogreb. Konklave je neizbežen in kardinali se že pripravljajo nanj in dogovarjajo o kandidatih za novega papeža. Zaradi potekanja svetoletnih jubilejnih slovesnosti ne morejo odlašati z izvolitvijo novega papeža. Načrti in spletke se odvijajo v vili Spada. 
To je torej v osnovi zgodovinski roman, ki bi ga zaradi napetega dogajanja lahko uvrstili tudi med kriminalke – ali pa tudi med vojni roman. Ne moremo se pa - kljub uporabljenemu obilnemu zgodovinskemu in drugemu gradivu iz tistega časa - znebiti misli, da je to v prvi vrsti vendarle domišljijski roman. Potek dejanja kaže na to, da se pripavlja grozeče ozračje, ki bo prineslo špansko nasledstveno vojno. 
Sama pisateljica potrjuje, kaj je pravzaprav glavni namen pisanja. Glede tega pravi Rita Monaldi: »Na trgu je veliko pustolovskih romanov, poučno-zgodovinskih pa ne. Zgodovina pa si zasluži, da si jo zapomnimo zlasti zato, ker nas uči, da ne bi ponavljali napak iz preteklosti, ali da bi jih znali preprečiti; pomaga nam namreč razumeti, kaj je napačno in kam nas to lahko vodi. Najini romani so zgodovinski le v svoji preobleki; v resnici pa so vzgojni."
Celotno zgodbo sestavlja sedem romanov, katerih naslovi tvorijo latinski stavek »Imprimatur Secretum Veritas Mysterium Dissimulatio Unicum Opus«; v prevodu bi to pomenilo: »Natisni Skrivnost Resnica Tajna Hinavščina Edinstvenost Delo«. To podaja vodilno misel teh romanov, kot jo razlagata pisatelja: »Natisne se lahko vsaka skrivnost, resnica je kljub temu tajna in nedosegljiva. Edina stvarnost ostaja hinavščina". 
Najbolj spodbuden vidik njunega ustvarjanja je vsekakor vzorno sodelovanje, ki se kaže v vseh predstavitvah njunih knjig; pa tudi pri odkrivanju izvirnih listin, zasebnih pisem, poročil in dopisovanj, ki jih hranijo evropski arhivi. Tako človek ne more ločiti, kaj je našel ali napisal eden od zakoncev, ker vse delata skupno. 
V primeru oporoke španskega kralja Karla II. je zakoncema sinila misel, da s to oporoko nekaj ne more biti v redu, pa sta se dala na pravo detektivsko gonjo in zapleteno podjetje. Zakaj?
Ko je Karel II. leta 1700 umrl brez dedičev, je bil vladar največjega kraljestva na svetu s kolonijami od Daljnega vzhoda do Amerike. Pred smrtjo je dal jasno vedeti, da si želi za dediča habsburškega nečaka, kar je potrjeno tudi v pismih. Oporoka pa nepričakovano ne določa za naslednika Habsburžana, ampak Anžuvinca. Zakonca sta dala iz arhiva Simanca - kjer je oporoka pohranjena - na skeniranje dragoceno listino v visoki ločljivosti in jo dala pregledati ločeno dvema grafologoma, ki nista vedela en za drugega; vendar sta oba ugotovila isto: da je podpis na oporoki ponarejen; kako je do tega prišlo, pa razlaga roman »Secretum« in je to seveda zadeva njune domišljije. 
V romanu je obilo zanimivih drobnih posameznosti - tudi o svojeglavem in pametnem papagaju, ki govori, ter izredno uživa v čokoladi - in še marsikaj drugega. Jezik je sočen in duhovit, pomešan z iskrivimi domislicami. Bralca preseneti obilica pisnih pričevanj, od katerih navajamo le eno, in sicer najbolj usodno: 
Karel Španski sporoča bratrancu Leopoldu (1640-1705), da lahko pošlje ladje, ki bodo odpeljale njegovega sina-dediča. Francoski kralj je pisma prestregel ter poslal ladijsko zasedo, ki bi obstreljevala dedičevo ladjo. Da ne bi tvegal smrti svojega sina, španski kralj popusti pred izsiljevanjem. 

## Osebe
- Inocenc XII. (*1615, vladal 1691-1700) – petinosemdesetletni papež na smrtni postelji, ki ne more več vplivati na dogodke, čeprav bi jih zaradi splošnega ugleda lahko usmerjal;
- Klemen XI. (*1649, vladal 1700-1721) – izvoljen komaj 50-leten za novega papeža v sorazmerno kratkem konklavu in je med drugim zaključil sveto leto - kljub odličnim moralnim kvalitetam nima nobenih potrebnih političnih izkušenj;
- Ludvik XIV. - “Sončni kralj” (*1638, vladal 1643-1715) – poglavar Francoskega kraljestva – evropske dežele z naraščajočo močjo;
- Karel Španski (*1661, vladal 1665-1700) – poglavar največjega svetovnega kraljestva; na smrtni postelji in brez otrok ter se dogajanje vrti okoli njegove oporoke;
- Leopold Habsburški (*1640, vladal 1658-1705) – svetorimski cesar, ki je začel Špansko nasledstveno vojno, ki se je začela za Avstrijo ugodno, vendar so se zadeve vedno bolj zapletale;
- Karel Habsburški – sin Leopolda I. (*1685, vladal pod raznimi nazivi v raznih deželah 1703-1740) – naslednik Karla Španskega; oče Marije Terezije (*1717, vladala 1740-1780);
- Spada (1643-1717) kardinal – v čigar vili v Rimu se zbirajo in načrtujejo odlični gostje ob poroki njegovega nečaka – tukaj se odloča evropska (in tudi svetovna) prihodnost;
- Melani (1626-1714) – pevec, opat in skrivni svetovalec Sončnega kralja.

### Kdo je bilAtto Melani?
Ob predstavitev knjige “Secretum” 2008 sta zakonca Rita Monaldi in Francesco Sorti Sorti predstavila glavnega junaka - širšemu občinstvu popolnoma neznanega Melanija - takole:
| Hrvaški prevod italijanskega izvirnega besedila | Slovenski prevod |
| --- | --- |
| Riječ je o političkom trileru utemeljenom na istraživanju povijesnih činjenica razdoblja baroka, a radnja je smještena u 1700. godinu u vrijeme Rata za španjolsko naslijeđe i smrti pape Inocenta XI. U tim okolnostima igru vodi najzanimljiviji špijun baroka, opat Atto Melani. „Melanija je zapravo pronašao Francesco. Osamdesetih godina je pisao diplomski rad o ulozi obitelji Melani u povijesti glazbe i poželio napisati suvremeni roman te tematike s baroknim prizvucima. Tad se nismo ni znali, no otkrili smo zajedničku strast prema baroku“, ističe autorica. Atto Melani je operni pjevač kastrat, špijun, diplomat i pisac, „on je spoj dviju duša, duše muškarca i duše žene, kao kastrat idealan je za par pisaca“, zaključila je Monaldi. | Tu gre za politični triler, ki temelji na raziskavi zgodovinskih dejstev iz obdobja baroka, a dogajanje je postavljeno v leto 1700, v čas Španske nasledstvene vojne in smrti papeža Inocenca XII. . V teh okoliščinah igro vodi najzanimivejši vohun baroka, opat Atto Melani. »Melanija je pravzaprav našel Francesco. Osemdesetih let (dvajsetega stoletja) je pisal diplomsko delo o vlogi družine Melani v zgodovini glasbe in je zaželel napisati sodoben roman s to tematiko z baročnimi prizvoki. Tedaj se nisva niti poznala; odkrila pa sva skupno strast do baroka«, poudarja avtorica. Atto Melani je operni pevec skopljenec, vohun, diplomat in pisatelj, »on je spoj dveh duš, duše moškega in duše ženske; kot skopljenec je idealen za pisateljski par,“ je sklenila Monaldijeva. |